# Berliński Order Zasługi
Berliński Order Zasługi (niem.: Verdienstorden des Landes Berlin) – odznaczenie nadawane za zasługi przez miasto Berlin jako kraj związkowy Republiki Federalnej Niemiec.

## Historia i insygnium
Order został ustanowiony 21 lipca 1987 roku z okazji 750-lecia Berlina przez Senat miasta (landu) Berlina (wtedy jeszcze Berlina Zachodniego) jako nagroda za znamienite zasługi dla miasta i jego ludności. Nadaje go Senat według propozycji burmistrza miasta, do którego wnioski o nadanie kierować mogą senatorzy oraz prezes Izby Deputowanych. Liczba żyjących posiadaczy nie może przekroczyć 400 osób, nadawany być może także nie-berlińczykom i cudzoziemcom. Orderem odznaczonych jest obecnie 306 osób, w tym 102 kobiety i 204 mężczyzn. Świętem orderu jest 1 października, dzień ogłoszenia konstytucji berlińskiej.
Oznaka jednoklasowego orderu to emaliowany na biało krzyż maltański z czerwonymi bordiurami. W medalionie środkowym awersu znajduje się ukoronowany corona muralis herb Berlina, czarny niedźwiedź w srebrnym polu kroczący na prawo. Rewers oznaki jest nieemaliowany i nie posiada napisów. Order noszony jest na szyi na białej wstędze z obustronnymi czerwonymi bordiurami.